# Катун Режевичи
Катун Режевичи (на сръбски: Катун Режевићи) е село в Черна гора, разположено в община Будва. Населението му според преброяването през 2011 г. е 42 души, от тях: 21 (50,00 %) сърби, 19 (45,23 %) черногорци.

## Население
Численост на населението според преброяванията през годините:
- 1948 – 43 души
- 1953 – 60 души
- 1961 – 38 души
- 1971 – 64 души
- 1981 – 46 души
- 1991 – 57 души
- 2003 – 45 души
- 2011 – 42 души